# Grand Prix Hydraulika Mikolasek
Le Grand Prix Hydraulika Mikolasek est une course cycliste slovaque, créé en 2005 sous le nom de Grand Prix Jamp. Il fait partie du calendrier de l'UCI Europe Tour, en catégorie 1.2.

## Palmarès
| Année | Vainqueur       | Deuxième              | Troisième       |
| ----- | --------------- | --------------------- | --------------- |
| 2005  | Andrey Mizourov | Alexandr Dyachenko    | Andrej Omulec   |
| 2006  | Jure Golčer     | Radosław Romanik      | Radoslav Rogina |
| 2007  | Marcin Sapa     | Grzegorz Zoledziowski | Kristjan Fajt   |
| 2008  | Péter Kusztor   | Davide D'Angelo       | Dominik Nerz    |
| 2009  | Annulé          |                       |                 |
| 2010  | Alois Kaňkovský | Petr Benčík           | Pavol Polievka  |